# L'Auto
L'Auto è stato un quotidiano sportivo francese fondato a Parigi nel 1900. Nato come L'Auto-Vélo, fu la testata che inventò il Tour de France.

## Storia

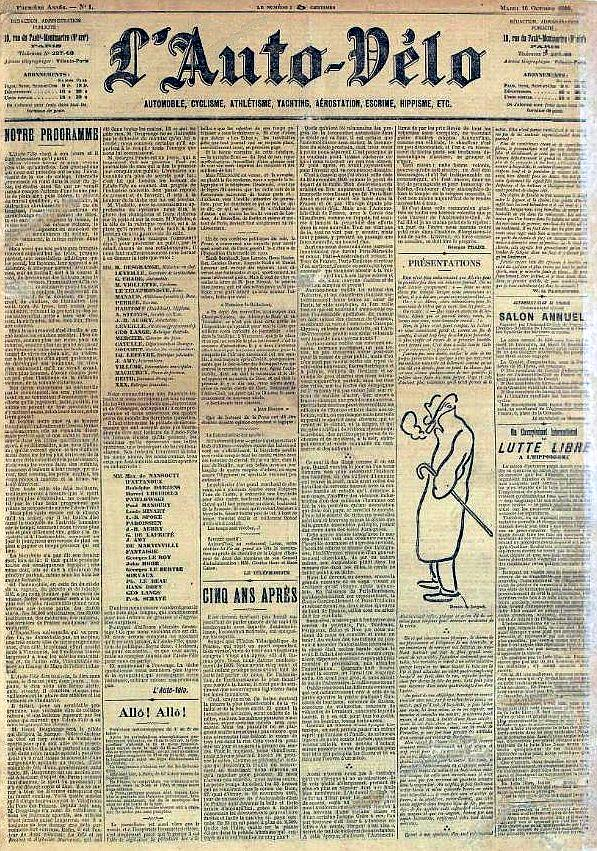
Il primo numero de L'Auto-Vélo, pubblicato il 16 ottobre 1900.

Il giornale, fondato il 16 ottobre 1900, deve indirettamente la sua nascita allo scandalo dell'affare Dreyfus. A quell'epoca il più importante giornale sportivo francese, Le Vélo (il ciclismo era lo sport più popolare in Francia) inseriva all'interno degli articoli anche dei commenti politici. Il suo editore, Pierre Giffard, che sosteneva l'innocenza di Dreyfus, l'ufficiale dell'esercito condannato per alto tradimento, si attirò numerose critiche dai principali finanziatori della rivista, tra cui il fabbricante di automobili De Dion, e l'industriale Clément. Questi ultimi, notoriamente anti-dreyfusardi, decisero quindi di fondare un giornale concorrente, L'Auto-Vélo. Scelsero come editore un ex-ciclista, Henri Desgrange, che aveva pubblicato un libro sul ciclismo e lavorava come redattore pubblicitario per Clément. Ben presto iniziò tra le due testate una feroce concorrenza. In aggiunta, la proprietà de L'Auto-Vélo, decise di stampare il giornale su carta di colore giallo, proprio per differenziarsi da Le Vélo, che era verde. L'Auto-Vélo fu citata in giudizio, che perse, per violazione di nome. Il giornale fu quindi ribattezzato L'Auto il 16 gennaio 1903. 

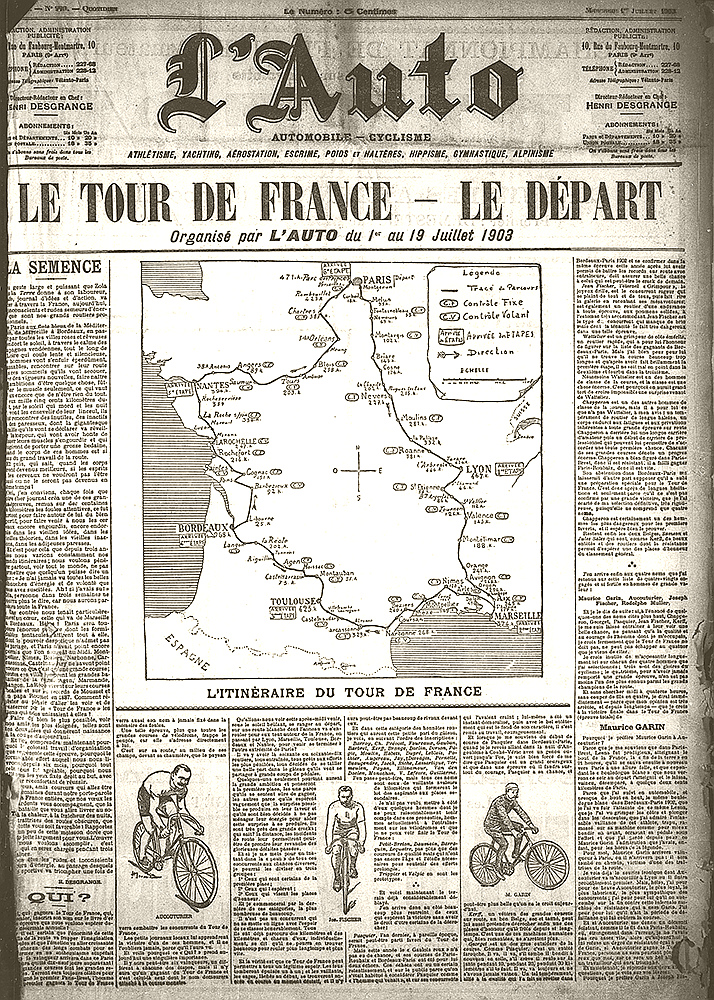
Prima pagina de L'Auto che annuncia la prima edizione del Tour de France nel 1903.

A causa del grave danno d'immagine, la proprietà cercò di creare un'iniziativa che risollevasse le sorti del giornale. Così nel 1903 Géo Lefèvre, uno dei redattori, suggerì ai responsabili del quotidiano di organizzare una grande corsa ciclistica a tappe, che potesse battere per lunghezza e per durata quelle proposte dagli altri giornali: nacque così il Tour de France. La prima edizione della corsa comportò un forte incremento delle vendite per L'Auto: si passò dalle circa 25 000 copie alle 65 000 copie. Per Le Vélo fu un colpo fatale, tanto da cessare le pubblicazioni il 1º novembre 1904. La crescita delle vendite de L'Auto fu costante: 250 000 copie nel 1908, per passare a 500 000 copie nel 1923, fino a raggiungere il record storico delle 854 000 copie durante il Tour del 1933.
L'Auto, i cui articoli trattavano diversi sport, aveva adottato sin dall'inizio una concezione moderna, dando ad esempio spazio ai risultati dall'estero. 

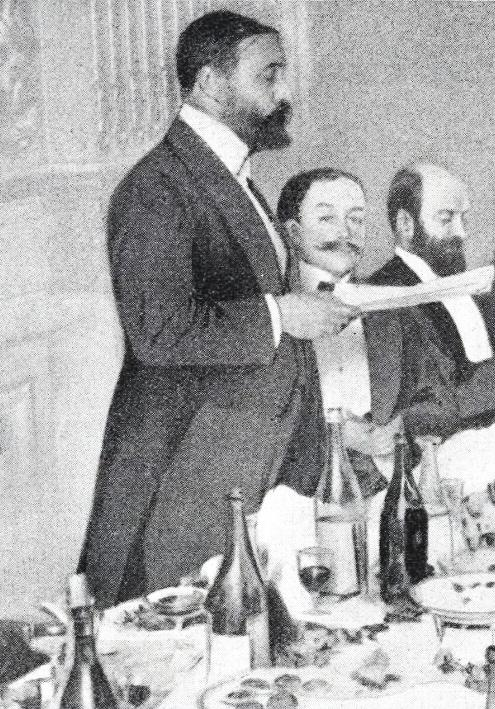
Desgranges al banchetto de L'Auto nel 1904.

Nella seconda metà degli anni 1930, le vendite del giornale diminuirono a causa della concorrenza del quotidiano d'informazione generalista Paris-Soir, che offriva un'ampia copertura dello sport. Essendo un giornale serale, Paris-Soir pubblicava il resoconto e la classifica delle tappe del Tour, che si era corsa nel pomeriggio, mentre per leggerle su L'Auto bisognava aspettare l'edizione della mattina successiva. Per resistere a questa concorrenza, nel 1937 L'Auto aggiunse una sezione di notizie generali intitolata "Savoir vite". Durante l'occupazione nazista, in particolare tra il 1943 e il 1944, questa rubrica divenne tristemente nota per i suoi comunicati stampa ostili alla Resistenza e ai suoi appartenenti, che venivano bollati come "terroristi". Dopo la morte di Desgrange, avvenuta nel 1940, la proprietà passò in mano ad un consorzio controllato dagli occupanti tedeschi, il cui amministratore delegato era Albert Lejeune.
Il posto di Desgrange come editore ed organizzatore del Tour de France fu preso da Jacques Goddet, figlio del primo direttore de L'Auto, Victor Goddet. Goddet si era rifiutato di far svolgere la corsa durante la guerra per timore che diventasse uno strumento di propaganda delle forze di occupazione. Egli fece pubblicare clandestinamente un giornale, che chiamò L'Équipe, il quale ricalcava in tutto e per tutto lo stile de L'Auto. La stampa avveniva nella vecchia sede L'Auto. L'unica condizione imposta dallo stato francese per autorizzare la stampa de L'Équipe fu quella di abbandonare la carta gialla e passare a quella bianca, per non essere troppo somigliante a L'Auto.
Lejeune fu arrestato dopo la Liberazione, accusato di cospirazione con il nemico e condannato a morte. Fu giustiziato a Marsiglia il 3 gennaio 1945.